# Cynontodium affine
Cynontodium affine là một loài rêu trong họ Ditrichaceae. Loài này được Müll. Hal. Mitt. mô tả khoa học đầu tiên năm 1869.